# 兰河畔圣维克托
兰河畔圣维克托（法語：Saint-Victor-sur-Rhins，法語發音：[sɛ̃ viktɔʁ syʁ ʁɛ̃(s)]）是法国卢瓦尔省的一个市镇，属于罗阿讷区。

## 地理
兰河畔圣维克托（46°0'15"N, 4°16'54"E）面积11.43 平方千米，位于法国奥弗涅-罗讷-阿尔卑斯大区卢瓦尔省，该省份为法国中南部省份，北起顺时针与索恩-卢瓦尔省、罗讷省、伊泽尔省、阿尔代什省、上盧瓦爾省、多姆山省和阿列省接壤。
与兰河畔圣维克托接壤的市镇（或旧市镇、城区）包括：蒂济莱布尔、圣让拉比西耶尔、昂普勒皮、孔布尔、蒙塔尼、雷尼。

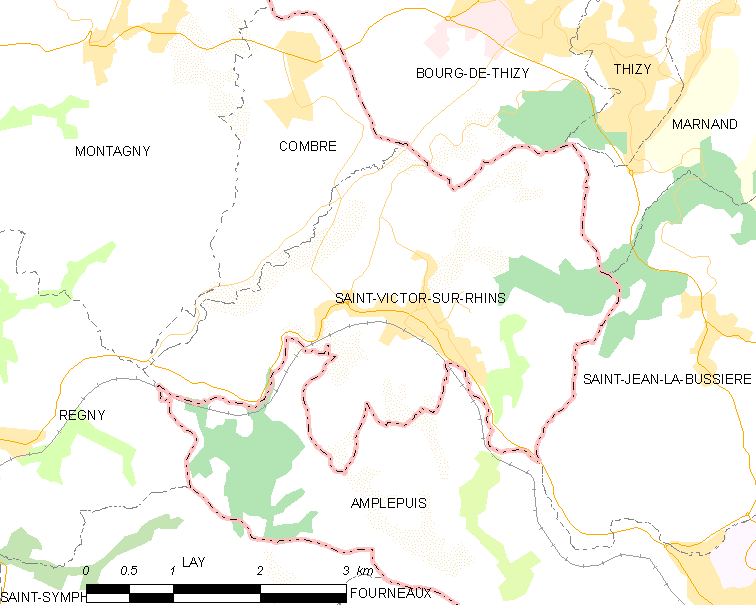
兰河畔圣维克托的OSM定位图

兰河畔圣维克托的时区为UTC+01:00、UTC+02:00（夏令时）。

## 行政
兰河畔圣维克托的邮政编码为42630，INSEE市镇编码为42293。

## 政治
兰河畔圣维克托所属的省级选区为沙尔略县。

## 人口

1962-2008年间兰河畔圣维克托人口变化图示

兰河畔圣维克托于2022年1月1日时的人口数量为1164人。